# Roncobello
Roncobello – miejscowość i gmina we Włoszech, w regionie Lombardia, w prowincji Bergamo.
Według danych na styczeń 2009 gminę zamieszkiwało 440 osób przy gęstości zaludnienia 17,3 os./1 km².